# Neil Jordan
Neil Patrick Jordan (* 25. únor 1950, Sligo) je irský filmový režisér a spisovatel.
Vyrostl v katolické rodině, ale v průběhu života víru ztratil. Vystudoval irskou historii a anglickou literaturu na Dublinské univerzitě. V roce 1980 se dostal k filmu, když byl asistentem skriptu při natáčení filmu Excalibur. Film ho nadchl a rozhodl se stát režisérem. Jeho prvním filmem, k němuž napsal i scénář, byl Angel z roku 1982. Do hlavní role zde obsadil Stephena Rea, který se pak stal jeho dvorním hercem. Následoval horor Společenství vlků (The Company of Wolves) inspirovaný pohádkou O červené Karkulce.
Kritika však ocenila, když bizarní náměty opustil ve prospěch většího realismu. Film z roku 1992 Hra na pláč (Crying Game), drama z prostředí Irské republikánské armády, byl nominován na Oscara za nejlepší film a získal ho za nejlepší původní scénář. Téma IRA se posléze objevilo ve více jeho filmech, například ve snímku Michael Collins s Liamem Neesonem v hlavní roli.
Hra na pláč mu otevřela cestu do Hollywoodu. Nejvíce se tam prosadil filmem Interview s upírem (Interview with the Vampire) z roku 1994. Poté však následovaly spíše kasovní neúspěchy, a tak se Jordan vrátil do Irska, kde se věnuje filmu, ale více též také píše povídky a romány.